# وابستگی به بنزودیازپین‌ها
وابستگی به بنزودیازپین‌ها یا اعتیاد به بنزودیازپین‌ها، بر اساس تعریف دی‌اس‌ام ۴ وقتی ایجاد می‌شود که سه حالت یا بیشتر از موارد زیر در فرد ایجاد می‌شود: مقاومت، سندرم علایم ترک، تهیه و مصرف مکرر و مداوم دارو، ادامه مصرف دارو علی‌رغم بروز عوارض، الگوهای سازگارانه نادرست. تداوم استفاده بنزودیازپین‌ها در حالت وابستگی بیشتر ناشی از احساس ناخوشایند علایم ترک است تا احساس خوشایند ناشی از مصرف دارو.